# 烏來空中纜車
24°50′57″N 121°33′06″E / 24.849042°N 121.551588°E

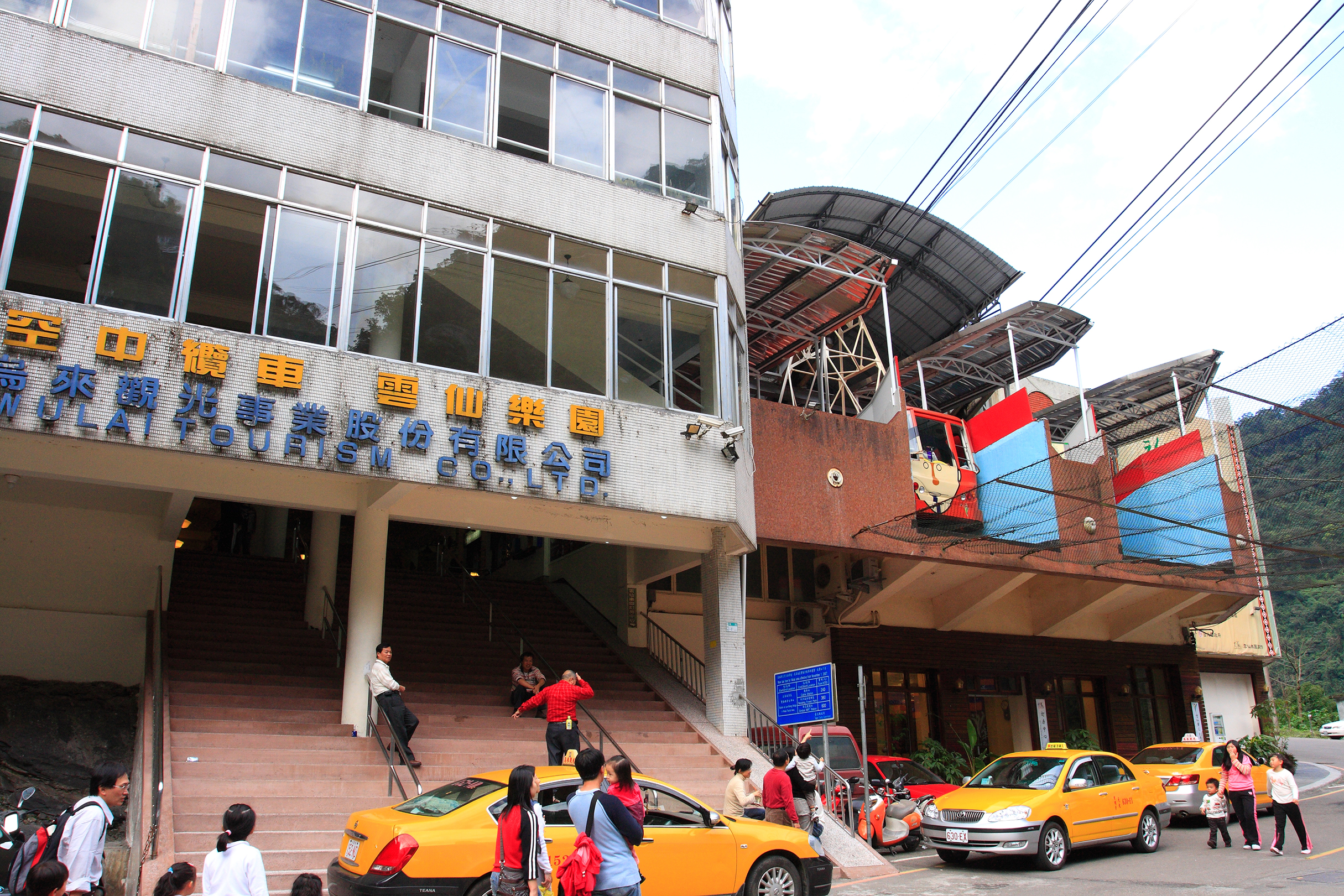
烏來空中纜車站

烏來空中纜車是位於台灣新北市烏來區，進入雲仙樂園的往復式纜車，於1967年8月開通營運至今。一車上山時，另一車即下山，是雲仙樂園的招牌。它僅有二端車站，連結烏來瀑布街區至雲仙樂園，是臺灣第一座載客觀光空中纜車，也是烏來當地著名的旅遊觀光特色之一。

## 基本資料
烏來空中纜車全長382公尺，高低落差達165公尺，行車速度約3.6公尺/秒，行車一趟只需2分40秒，是由日本安全索道股份有限公司所負責設計施工，於1967年8月6日通車營運。興建當時由日本纜車系統專家近藤勇率領團隊勘察地形，選擇最堅固的硬頁岩設置纜車基座，以避開鬆動岩層。
纜車整體結構分4條直徑達5公分的「主索」，其個別耐重可達226公噸，每2條分別承負一部纜車；第二部份則是2條直徑達2.6公分的「曳索」，分別可承負達47.8公噸的重量。
纜車總重為2.8公噸，用車頂16個走動輪掛在主索上，再由拉曳索拉動滑輪前進，主索則是利用四個五十公噸的重錘，隨著纜索承受的重力，調整鬆緊。
纜車的營運時間從上午8：30開始，視客況每隔10~20分鐘對開一班，17：30後有需要才發車，22：00以後不再開行。
| 車站名稱 | 英譯站名            | 兩站相距 （km） | 所在地       |
| -------- | ------------------- | --------------- | ------------ |
| 瀑布     | Waterfall stop      | 0.382           | 新北市烏來區 |
| 雲仙樂園 | Yun-Hsien Park stop | 0.382           | 新北市烏來區 |

## 地理環境
為了克服南勢溪懸崖峭壁的阻礙，雲仙樂園特別興建空中纜車。搭乘空中纜車飛越南勢溪谷，可欣賞不同角度的烏來瀑布，並俯瞰雲龍瀑布，也可在纜車平台上飽覽南勢溪的峽谷風光。位處烏來溪下游的雲仙樂園，除了擁有北台灣最具規模、落差最大的烏來瀑布之外，是岛内唯一只剩使用纜車抵達的遊樂區。雲仙樂園2013年取得環境教育場所，2018年歌仔戲演員王金櫻將夫家祖產（雲仙樂園）股票質押予旺旺集團商借新台幣1.65億元，事後未依約還錢，事後法院將雲仙樂園判給旺旺，旺旺集團即將樂園與纜車接手營運至今。

## 車廂
- 1967年，第一代車廂，外觀是紅色，一次可乘載16人，來回票價為新臺幣18元。

- 1970年，第二代車廂，纜車增加空間改成36個座位。

- 1980年，第三代纜車由紅變白，空間增加到91人座，而且全面電腦自動化。

- 1987年，第四代更換車體，是為纜車。

- 2003年，第五代現今使用的纜車車廂為更換的車廂，外觀變成綠色和紅色，機體設備共花費新臺幣1千萬。

- 2019年，來回票價新臺幣220元

## 外部連結
- 雲仙樂園 （页面存档备份，存于）（繁體中文）（英文）（日語）
- 雲仙樂園的Facebook專頁
- 雲仙樂園——新北市觀光旅遊網 （页面存档备份，存于）
- 雲仙大飯店——新北市觀光旅遊網 （页面存档备份，存于）
- 雲仙樂園——交通部觀光局 （页面存档备份，存于）
- 烏來溫泉——交通部觀光局 （页面存档备份，存于）